# القفلة (بني العوام)

تعديل مصدري - تعديل

القفلة هي إحدى قرى عزلة قطعة الصرابي بمديرية بني العوام التابعة لمحافظة حجة، بلغ تعداد سكانها 74 نسمة حسب تعداد اليمن لعام 2004.